# Lothar Malskat
Lothar Malskat (* 3. Mai 1913 in Königsberg; † 10. Februar 1988 in Wulfsdorf bei Lübeck) war ein Maler und Kunstfälscher.

## Leben
Malskat begann zunächst eine Malerlehre, konnte dann aber die Kunstakademie Königsberg besuchen. Dort fertigte er neben eigenen Werken auch fremden Arbeiten nachempfundene Kunstwerke an. Nachdem Malskat in Königsberg eine erste eigene Ausstellung hatte, zog er nach Berlin. Mit Empfehlungsschreiben seiner bisherigen Professoren wandte er sich an den Kirchenhistoriker und Restaurator Ernst Fey. Dieser beschäftigte Malskat zunächst nur mit untergeordneten Arbeiten, ließ ihn aber gleichzeitig Werke über frühe Kirchenmalerei studieren. Malskat begleitete in der Folge Ernst Fey und dessen Sohn Dietrich Fey bei Restaurierungen in Schlesien.

### Fälschung im Dom zu Schleswig
Im Frühjahr 1937 wurde Ernst Fey mit der Restaurierung der Malereien im Dom von Schleswig beauftragt. Die frühgotischen Malereien im Dom waren 1888 von August Olbers durch Übermalung erneuert worden – Fey sollte den ursprünglichen Zustand wiederherstellen. Nach Entfernung der Malereien Olbers’ waren kaum noch Spuren von Malereien erhalten. Um nicht wegen der Zerstörung nationalen Kulturgutes bestraft zu werden, begann Malskat mit der Erschaffung der frühgotischer Kunst nachempfundenen Malereien im Schleswiger Dom. Zwar fiel relativ rasch dabei auf, dass unter anderem ein Truthahn abgebildet war, der aus Amerika stammt, aber das wurde entsprechend der nationalsozialistischen Doktrin dahin interpretiert, dass es ein Beweis für die Entdeckungsfahrten der Wikinger sei, die dieses Tier schon im Mittelalter in Europa bekannt gemacht hätten.

### Fälschung moderner Meister in der Nachkriegszeit
Malskat wurde später zum Kriegsdienst eingezogen und verbrachte den Zweiten Weltkrieg in Norwegen. Nach dem Krieg nahm er zu Dietrich Fey wieder Kontakt auf, für den er Kunstwerke prominenter Künstler fälschte: Barlach, Chagall, Kokoschka, Picasso, Liebermann, Rembrandt, Rousseau, Utrillo und andere. Insgesamt waren es etwa 600 Fälschungen.

### Fälschung in der Lübecker Marienkirche und Verurteilung
Lothar Malskat erlangte Bekanntheit im Zusammenhang mit der Restaurierung der Marienkirche zu Lübeck im Jahre 1948: Die angeblich gotischen Fresken in der Obergadenzone des Chores, die Malskat zusammen mit Dietrich Fey im Wege der Wiederherstellung entdeckt haben wollte, wurden zunächst von namhaften Fachleuten als Spitzenleistungen mittelalterlicher Malerei gefeiert. Nach erster Kritik von Kunstwissenschaftlern kam es am 6. Oktober 1952 durch Malskat zu einer Selbstanzeige bei der Lübecker Staatsanwaltschaft.
Nachdem diese Kunstfälschung aufgedeckt wurde, gestand Malskat eine Reihe weiterer ähnlicher Delikte und wurde am 25. Januar 1955 wegen Betrugs zu einem Jahr und sechs Monaten Gefängnis verurteilt. Die Marienkirche wurde nicht finanziell geschädigt, da vor der Ausführung der Arbeiten ja nur kahle Wände vorhanden waren. Die Kirche erzielte sogar Einnahmen aus dem Zuschlag der Sonderbriefmarken 700 Jahre Marienkirche Lübeck, auf denen Malskats Malereien abgebildet waren. Malskats Anwalt zufolge soll hierdurch ein Geldbetrag von 180.000 DM zusammengekommen sein. Das Gericht konstruierte einen Schaden in seiner Urteilsbegründung jedoch wie folgt: „Die Bilder sind mit einem sittlichen Makel behaftet und völlig wertlos.“ Der Kirchenvorstand sah in den Bildern ein „kirchliches Ärgernis“, das „gottesdienstliches Handeln“ schwer belaste, und ließ diese im September 1955 abwaschen.

### Späterer Werdegang
Lothar Malskat war später als Maler tätig, der seine eigenen Werke signierte. Der Maler Rolf May erhielt bei ihm Malunterricht und Materialkunde. Er hielt sich besonders in den 1950er Jahren oft in Dänemark auf, wo er einen Teil seines Werkes schuf. Seinen Lebensabend verbrachte er in der Malskat-Kate in Wulfsdorf, einem südlichen Ortsteil von Lübeck.

## Malskats Werk heute
Der Fall wurde unter anderem 1966 unter der Regie von Günter Meincke für das ZDF aufgegriffen. Die Rolle des Lothar Malskat übernahm dabei Hanns Lothar.
Heute werden seine später geschaffenen eigenen Gemälde offiziell am Kunstmarkt gehandelt. Besichtigt werden können die im Rahmen des Betrugsprozesses sichergestellten Fälschungen Malskats in der gerichtshistorischen Sammlung des Landgerichtes Flensburg.
In die Literatur eingegangen ist Malskat durch den Roman Die Rättin von Günter Grass, in dem die Biographie und die Bewertung von Malskat eine wichtige Rolle spielt.

## Primärliteratur
- Lothar Malskat: Lothar Malskat: Aquarelle, Temperas, Zeichnungen. Starczewski, München 1968.
- Lothar Malskat: Ich, Malskat, Maler und Fälscher (Autobiographischer Artikel)[6]

## Sekundärliteratur
- Freerk Haye Hamkens: Der Truthahn im Dom zu Schleswig, in: Germanenerbe 5, 1940, 155–156.
- Alfred Stange: Der Schleswiger Dom und seine Wandmalereien. Berlin 1940, 60, Tf. 15, Tf. 31 und Anm. 91.
- Hans Arnold Gräbke: Die Wandmalereien der Marienkirche zu Lübeck. Hamburg 1951.
- Günther Grundmann: Lübeck In: Deutsche Kunst und Denkmalpflege Jahrgang 1955, Deutscher Kunstverlag, München/Berlin 1955, S. 81 ff.
- Ernst Roßmann: Naturwissenschaftliche Untersuchung der Wandmalereien im Chorobergaden der Marienkirche zu Lübeck, anlässlich des Lübecker Bilderfälscherprozesses. In: Deutsche Kunst und Denkmalpflege Jahrgang 1955, Deutscher Kunstverlag München/Berlin 1955, S. 99 ff.
- Peter Hirschmann: Was soll aus den gefälschten Wandbildern in St. Marien zu Lübeck werden? In: Deutsche Kunst und Denkmalpflege Jahrgang 1955, Deutscher Kunstverlag, München/Berlin 1955, S. 106 ff.
- Hinnerk Scheper: Restaurieren und Berufsethos In: Deutsche Kunst und Denkmalpflege Jahrgang 1955, Deutscher Kunstverlag, München/Berlin 1955, S. 109 ff.
- St. Marien Jahrbuch 1955/56 des St. Marien-Bauvereins. Hrsg. von Horst Weimann. Oldenburg in Holst. 1955. Enthält die Stellungnahmen von Günther Grundmann zu den Fälschungen und zum Prozess gegen Dietrich Fey und Lothar Malskat (S. 67–76 u. 101–124) sowie die Dokumente zum Bildfälscherprozeß und einer Stellungnahme dazu von Hinnerk Scheper (S. 77–96).
- Kurt Wehlte: Was ging in Lübeck vor? In: Maltechnik 61/1955, S. 11.
- Sepp Schüller: Fälscher, Händler und Experten. München 1959.
- Joachim Goll: Kunstfälscher. 1. Auflage. E.A.Seemann Verlag, Leipzig 1962 (mit Literaturverzeichnis).
- George Savage: Forgeries, Fakes and Reproductions. Barrie & Rockliff, London 1963.
- Frank Arnau: Kunst der Fälscher – Fälscher der Kunst. Düsseldorf 1964, S. 268–282.
- Adolf Rieth: Vorzeit gefälscht. Tübingen 1967, 144–148.
- Ausstellungskatalog Essen und Berlin: Fälschung und Forschung. Hrsg.: Museum Folkwang, Essen, und Staatliche Museen Preußischer Kulturbesitz, Berlin 1976, ISBN 3-7759-0201-5.
- Christine Lehmann: Malskat und die gotischen Truthähne. In: Gaunergeschichten. Rasch und Röhring Verlag, Hamburg 1988, ISBN 978-3-89136-172-6.
- Michel-Rundschau 7/1988, S. 538 (Lothar Malskat gestorben).
- Der Spiegel 7/1988 vom 15. Februar 1988, S. 220 (Lothar Malskat).
- Der Spiegel 34/1952 vom 20. August 1952, S. 26 (Alles malte Malskat).
- Andreas Beck: Original – Fälschung? Bildgebende Verfahren bei der Diagnostik von Kunstwerken Schnetztor-Verlag, Konstanz 1990, ISBN 3-87018-080-3.
- Karl Corino (Hrsg.): Universalgeschichte des Fälschens. 33 Fälle, die die Welt bewegten. Von der Antike bis zur Gegenwart, Eichborn Verlag, Frankfurt/Main 1996.
- Meike Kruse: Das „Wunder von Lübeck“ und Lothar Malskat: Restaurierung und Fälschung von Wandmalereien in St. Marien 1948–1952. In: Zeitschrift des Vereins für Lübeckische Geschichte und Altertumskunde. Band 88, 2008, S. 219–244 (online).
- What is Belief? Lothar Malskat, in: Jonathon Keats: Forged: Why Fakes are the Great Art of Our Age. Oxford University Press, Oxford/New York City 2013, ISBN 9780199311484, S. 31–49.

### Über Lothar Malskat
- Literatur von und über Lothar Malskat im Katalog der Deutschen Nationalbibliothek
- Xaver Frühbeis: 25. Januar 1955: Der Fälscher Lothar Malskat wird verurteilt (Memento vom 15. März 2003 im Internet Archive)
- Klaus J. Hennig: Malskat, jetzt müssen Sie ran!
- Peco: Die Truthähne im Schleswiger Dom, Memento (Memento vom 13. Oktober 2008 im Internet Archive)
- Helmut Söring: Der Meister-Fälscher von Lübeck
- A History of Art Forgery

### Briefmarken
- Briefmarken der Deutschen Bundespost 1951: 700 Jahre Marienkirche Lübeck 10+5 Pfennig
- Briefmarken der Deutschen Bundespost 1951: 700 Jahre Marienkirche Lübeck 20+5 Pfennig
- 700 Jahre Marienkirche Lübeck